# Јелена (ТВ серија)
Јелена је назив прве српске теленовеле икада снимљене. Серију је за тадашњу БК ТВ снимала продукцијска кућа PowerHouse Entertainment, чији је власник Саша Д. Карић.
Ова теленовела је снимана 2004. и 2005. године. Радња базира на сценарију од 110 епизода, чији је аутор Мексиканац Хоакин Хереро Касасола (Joaquín Guerrero Casasola). Серију су режирали Андреј Аћин и Дејан Зечевић, док је уредник серије била Катарина Алексић. Главну музичку тему „Сада знам”, изводили су Даница Карић и Душан Зрнић, док је инструменталну верзију за одјавну шпицу извео оркестар староградске музике „Триоле”. Песму „Мрва среће”, која је такође често коришћена као музичка подлога, изводила је Милица Бабић. Серија је рађена по угледу на латиноамеричке теленовеле, али је радња прилагођена нашем поднебљу. Јелена је имала изузетно висок буџет (око 4 милиона евра), и снимало је се на ексклузивним локацијама у Београду. Како би се Јелена што боље промовисала, прва епизода је 18. октобра 2004. емитована на Тргу републике, путем видео-бима. За новинаре је била посебна пројекција у таквуд синеплексу (Tuckwood Cineplex). Град је био облепљен рекламним плакатима са натписима: „Шта Ратко смера?”, „Шта раздваја Сашу и Хелен?”, „Кога сања Јелена?” и другим.
Јелена је још 2004. године, током снимања продата у 12 држава. На простору бивше Југославије је била јако успешна (чак успешнија него у самој Србији) и доживела је бројне репризе. На годишњем самиту телевизијске игране форме у Будимпешти је награђена за најбољи сценарио, још испред америчке сапунице Одважни и лепи (The Bold and the Beautiful).

## Синопсис
Београд у седамдесетим, прошлог века: Млада Јелена, ћерка високог функционера у партији и угледног Београђанина и млади, сиромашни Вук су одлучили да побегну из града на њен осамнаести рођендан. Неко је међутим сазнао за њихов план и одлучио да им помрси конце. Јелени је стављено средство за успављивање у шампањац и неко је закључава у собу. У исто време неко пуца у Владимира, Јелениног оца. Вук чује пуцњаву и покушава да помогне Владимиру. Људи, коју долазе на место злочина, су убеђени да је Вук убио Владимира. Вук бежи и напушта тадашњу Југославију.
Након три деценије, желећи да истера правду, Вук се враћа у Београд са ћерком Хелен. Вук има и сина Мајкла, са којим је у лошим односима. Вук отвара фирму „Стигма”, десна рука му је Татјана Пантић, његова асистенткиња. Татјана је потајно заљубљена у Вука.
Јелена је се удала за Ратка Милијаша и има са њим двоје деце Сашу и Лидију. Док Саша успешно ради као новинар, Лидија не успева да се оствари и снађе у животу и често хода странпутицом. И ако Ратко воли Јелену, већ дуже време има аферу са Софијом Јовановић, власницом модне агенције.
Ратко се труди да осујети Вукове планове из љубоморе, јер зна да су се Јелена и Вук некада давно волели.
Саша Милијаш и Хелен Деспотовић се упознају. Излазе заједно и заљубљују се. Нико се и не нада да ће неочекивани сусрет Саше и Хелен постати фаталан за двоје младих који решавају да започну заједнички живот.
Прича добија нове димензије, када Саша, у својству новинара часописа Румбус стиже у предузеће Стигма, да направи интервју са Вуком Деспотовићем и тамо сретне своју мајку Јелену... и своју вољену Хелен и сазнаје да је она ћерка човека, за којега се сматра да је убио његовог деду. Касније се причи прикључује криминална организација под именом „Птица Феникс”, у чије канџе упада Јеленина ћерка Лидија. Јелена оболева од тумора на мозгу. Ратко јој не саопштава дијагнозу...

### Занимљивости
- Јелена је за време емитовања имала конкуренцију. У размаку од пола сата су почињале Јелена на БК ТВ и прва хрватска теленовела Вила Марија на ТВ Пинк. Штампа је врло пажљиво пратила тај „двобој”.
- Срна Ланго и Ирфан Менсур су у теленовели глумили љубавницу и ожењеног мушкарца. У стварном животу су супружници.
- Ћерка Аљоше Вучковића (који глуми Вука), Леана Вучковић, се такође појављује у неколико епизода.
- У једној епизоди Вук Деспотовић гостује у емисији „Суочавање” код Бојане Лекић на БК ТВ, а у једној другој се екипа емисије „Будилник” појављује на слављу Вука Деспотовића. Обе емисије су у то време заиста емитоване на БК ТВ.
- У једној епизоди гостује водитељ Дејан Пантелић. И гостовање венецуеланске звезде Габријеле Спаник је било у плану. Из непознатих разлога до те сарадње није дошло, и ако је Спанићева у изјавама и емисијама потврђивала да ће имати гостујућу улогу у Јелени. За лист „Блиц” је најављивала гостовање у 12 епизода, које је требало снимати у Мајамију.
- Крајем новембра 2009. године је Ружица Сокић за дневни лист „Прес” рекла следеће о „Јелени”:

Како данас гледате на сапуницу „Јелена”?
— То је ружна епизода у мом животу, коју сам негде потиснула. „Јелена” је могла да буде добра серија да прсте нису умешали хохштаплери, који су се трудили да отму новац. Штета! Серија је дилетантски урађена. Публика је није прихватила, јер су је радиле незналице.

## Улоге

### Главне
- Даница Максимовић ... Јелена Стефановић Милијаш — главна јунакиња
- Аљоша Вучковић ... Вук Деспотовић — главни јунак
- Ирфан Менсур ... Ратко Милијаш — Јеленин супруг, негативац
- Ружица Сокић ... Мирјана Бајовић — кућна помоћница Стефановићевих
- Иван Бекјарев ... Петар Савић
- Бојана Ординачев ... Хелена Деспотовић — Вукова ћерка, заљубљена у Сашу
- Срђан Карановић ... Саша Милијаш — син Јелене и Ратка, заљубљен у Хелен
- Ива Штрљић ... Татјана Пантић
- Драгана Вујић ... Сандра Марковић
- Ђорђе Ерчевић ... Бобан (главни: епизоде 86, 88−110; епизодни: епизоде 1−15, 17, 19−26, 28−29, 32−42, 45, 47, 50, 54−55, 60, 64−73, 75, 78−83, 87)
- Срна Ланго ... Софија Јовановић
- Андреј Шепетковски ... Гвозден Ђевеница
- Владан Дујовић ... Момир Ђевеница
- Небојша Кундачина ... Бане (главни: епизоде 86, 88−110; епизодни: епизоде 59, 65−67, 71−72, 75, 80−85, 87)
- Александар Срећковић ... Немања (главни: епизоде 86, 88−110; епизодни: епизода 85)
- Слободан Ћустић ... инспектор Миша Андрић (главни: епизоде 86, 88−110; епизодни: епизоде 10−11, 13, 16, 30−31, 37−38, 43, 46−50, 52−58, 60, 63−78, 85, 87)
- Даниел Ђокић ... Мајкл Деспотовић (главни: епизоде 38, 40, 42−43, 45−110; епизодни: епизоде 36−37)

### Епизодни
- Милица Бабић ... Ана Станишић / Марина Лукић
- Марко Баћовић ... Синиша
- Јелена Чворовић ... Нађа Стефановић
- Предраг Дамњановић ... Стеван, репер / Јован
- Сања Димитријевић ... Марта
- Ранко Горановић ... полицајац Зоран Николић
- Бојана Гутеша ... Лидија Милијаш
- Ана Јовановић ... Кристина
- Ранко Ковачевић ... робијаш
- Миљана Кравић ... млада Јелена
- Миодраг Крстовић ... Владимир Стефановић
- Александар Лазић ... Лука Пераш
- Иван Иванов ... Пеђа
- Маја Маринковић ... млада Соња
- Вукашин Марковић ... Волонтер Вуки
- Предраг Милетић ... Чувар
- Зоран Миљковић ... Жарко Милијаш
- Миодраг Милованов ... Русински
- Јана Ненадовић ... мала Софија
- Игор Бенчина ... Ђорђе Јанић "Ђани"
- Ненад Ненадовић ... чика Карлос
- Бранко Бабовић ... Господин Сармић
- Срђан Николић ... Борис
- Зоран Пајић ... млади Вук Деспотовић
- Олгица Петровић ... волонтер Оља
- Владимир Посавец ... Андрија Васовић
- Рас Растодер ... судија
- Александра Ристић ... Катја Бајовић
- Јелена Шкондрић ... Марија Анђић
- Томо Курузовић ... Игор Грујовић
- Дејан Средојевић ... млади Петар
- Жељка Стричевић ... болничарка Жељана
- Ана Тодоровић ... Леа
- Татјана Венчеловски ... млада Мира
- Оливера Викторовић ... Соња
- Нина Граховац ... новинарка Драгана Вујчин
- Срђан Жагар ... телохранитељ Павле
- Урош Здјелар ... млади Ратко Милијаш
- Горан Милев... Иван Станић
- Драган Вучелић ... доктор Алексијевић
- Јасмина Стоиљковић ... инспекторка Анђела Малишић
- Саша Али ... дилер
- Дејан Пантелић ... водитељ програма

### Екипа
- Режија: Андреј Аћин и Дејан Зечевић
- Сценарио: Хоакин Гереро Касасола
- Уредник серије, кастинг, адаптација сценарија: Катарина Алексић
- Помоћник редитеља: Милош Петричић
- Костим: Борис Чакширан, Мина Санадер, Ирена Белојица
- Сценографија: Ивана Протић
- Директор фотографије: Драшко Плавшић